# Fecha FIFA de mayo y junio de 2015
La Fecha FIFA de junio de 2015 fue una doble jornada de partidos de selecciones de fútbol masculino que se disputó a finales de mayo y principios de junio de 2015.
Además de partidos amistosos, la fecha se utilizó para partidos de clasificación para la Copa Mundial de Fútbol de 2018, para partidos de clasificación para la Eurocopa 2016 y para partidos preparatorios para la Copa América 2015.

## Amistosos
| Local         | Resultado | Visitante              | Fecha       | Sede                             |
| ------------- | --------- | ---------------------- | ----------- | -------------------------------- |
| México        | 3 - 0     | Guatemala              | 30 de mayo  | Tuxtla Gutiérrez, México         |
| Honduras      | 2 - 0     | El Salvador            | 31 de mayo  | Washington D. C., Estados Unidos |
| Perú          | 1 - 1     | México                 | 3 de junio  | Lima, Perú                       |
| Panamá        | 1 - 1     | Ecuador                | 3 de junio  | Ciudad de Panamá                 |
| Hungría       | 4 - 0     | Lituania               | 5 de junio  | Debrecen, Hungría                |
| Chile         | 1 - 0     | El Salvador            | 5 de junio  | Rancagua, Chile                  |
| Escocia       | 1 - 0     | Catar                  | 5 de junio  | Edimburgo, Reino Unido           |
| Países Bajos  | 3 - 4     | Estados Unidos         | 5 de junio  | Ámsterdam, Países Bajos          |
| Uruguay       | 5 - 1     | Guatemala              | 6 de junio  | Montevideo, Uruguay              |
| Paraguay      | 2 - 2     | Honduras               | 6 de junio  | Asunción, Paraguay               |
| Ecuador       | 4 - 0     | Panamá                 | 6 de junio  | Guayaquil, Ecuador               |
| Argentina     | 5 - 0     | Bolivia                | 6 de junio  | San Juan, Argentina              |
| Colombia      | 1 - 0     | Costa Rica             | 6 de junio  | Buenos Aires, Argentina          |
| Brasil        | 2 - 0     | México                 | 7 de junio  | San Pablo, Brasil                |
| Rusia         | 4 - 2     | Bielorrusia            | 7 de junio  | Jimki, Rusia                     |
| Irlanda       | 0 - 0     | Inglaterra             | 7 de junio  | Dublín, Irlanda                  |
| Francia       | 3 - 4     | Bélgica                | 7 de junio  | París, Francia                   |
| Noruega       | 0 - 0     | Suecia                 | 8 de junio  | Oslo, Noruega                    |
| Georgia       | 1 - 2     | Ucrania                | 9 de junio  | Linz, Austria                    |
| Brasil        | 1 - 0     | Honduras               | 10 de junio | Porto Alegre, Brasil             |
| Alemania      | 1 - 2     | Estados Unidos         | 10 de junio | Köln, Alemania                   |
| Corea del Sur | 3 - 0     | Emiratos Árabes Unidos | 11 de junio | Seúl, Corea del Sur              |
| España        | 2 - 1     | Costa Rica             | 11 de junio | Leon, España                     |
| Japón         | 4 - 0     | Irak                   | 11 de junio | Yokohama, Japón                  |
| Albania       | 1 - 0     | Francia                | 13 de junio | Tirana, Albania                  |
| Portugal      | 0 - 1     | Italia                 | 16 de junio | Ginebra, Suiza                   |
| Polonia       | 0 - 0     | Grecia                 | 16 de junio | Gdansk, Polonia                  |
| México        | 2 - 2     | Costa Rica             | 27 de junio | Orlando, Estados Unidos          |